# Parafia św. Teresy z Ávili w Wyśmierzycach
Parafia rzymskokatolicka pw. św. Teresy z Ávili w Wyśmierzycach – jedna z 10 parafii dekanatu przytyckiego diecezji radomskiej. 

## Historia
Pierwotny kościół drewniany pw. Zwiastowania NMP i Wniebowstąpienia Pańskiego zbudowany został przez opata benedyktynów płockich Arnolda w drugiej połowie XIV w. Parafia jako prepozytura zakonna erygowana została w 1378 przez arcybiskupa gnieźnieńskiego Jana Suchywilka. Kolejny drewniany kościół pw. św. Katarzyny istniał w XVI w., a inny drewniany powstał w latach czterdziestych XVIII w. z fundacji opata płockiego Walentego Żółtowskiego. Tenże opat konsekrował kościół 25 listopada 1750. Świątynia spłonęła w 1798. Na jej miejscu postawiono nowy kościół. Obecny kościół pw. św. Teresy z Ávili zbudowany był w latach 1854–1868 staraniem właściciela. Powiększono go w latach 1879–1882 i przebudowano w 1920. Konsekracji kościoła dokonał bp Paweł Kubicki 6 października 1925. Świątynia składa się z trzech części (przeróbki i rozbudowy) o różnych wymiarach z przewagą stylu klasycystycznego, wzniesiony jest z cegły. Z Wyśmierzyc pochodził bł. ks. Franciszek Rosłaniec, a także bp Jan Fondaliński. Duszpasterstwo prowadzą w niej księża diecezjalni.

## Proboszczowie
- 1945–1959 – ks. Antoni Byczkowski
- 1959–1983 – ks. Józef Sałek
- 1983–2003 – ks. kan. Jan Bociek
- od 2003 – ks. Robert Sionek

## Terytorium
- Do parafii należą: Aleksandrów, Błeszno, Górki, Grzmiąca, Kożuchów, Paprotno, Redlin, Romanów, Ulaski Grzmiąckie, Ulaski Stamirowskie, Wólka Kożuchowska, Wyśmierzyce.